# Campeonato Transición de Primera C 2020 (Argentina)
El Campeonato Transición de Primera C 2020, oficialmente Campeonato Transición de Primera División C 2020 y también llamado Campeonato de Primera C Transición 2020, fue la octogésima octava temporada de la categoría y la trigésima quinta de esta división como cuarta categoría del fútbol argentino, en el orden de los clubes directamente afiliados a la AFA. Se organizó de manera contingente, tras la cancelación del Campeonato de Primera C 2019-20 a causa de la pandemia de covid-19. Participaron los 19 equipos que intervinieron en el torneo abortado. 
Consagró campeón a Cañuelas Fútbol Club, que obtuvo así el primer ascenso a la Primera B. Por su parte, el segundo ascenso fue para el Club Social y Deportivo Merlo, ganador de la respectiva final.

## Equipos participantes
| Equipo              | Ciudad            | Estadio                         | Capacidad |
| ------------------- | ----------------- | ------------------------------- | --------- |
| Argentino de Merlo  | Merlo             | Merlo                           | 11 000    |
| Berazategui         | Berazategui       | Norman Lee                      | 5500      |
| Cañuelas            | Cañuelas          | José Alfredo Arín               | 1500      |
| Central Córdoba     | Rosario           | Gabino Sosa                     | 18 000    |
| Deportivo Español   | Buenos Aires      | Nueva España                    | 32 500    |
| Deportivo Laferrere | Laferrere         | Ciudad de Laferrere             | 13 000    |
| Deportivo Merlo     | Parque San Martín | José Manuel Moreno              | 10 000    |
| Dock Sud            | Dock Sud          | De los Inmigrantes              | 8200      |
| El Porvenir         | Gerli             | Gildo Francisco Ghersinich      | 14 000    |
| Excursionistas      | Buenos Aires      | Excursionistas                  | 7200      |
| Ferrocarril Midland | Libertad          | Ciudad de Libertad              | 6000      |
| General Lamadrid    | Buenos Aires      | Enrique Sexto                   | 3500      |
| Ituzaingó           | Ituzaingó         | Carlos Alberto Sacaan           | 5000      |
| Leandro N. Alem     | General Rodríguez | Leandro N. Alem                 | 4000      |
| Luján               | Luján             | Municipal de la Ciudad de Luján | 4000      |
| Real Pilar          | Pilar             | Carlos Barraza                  | 10 000    |
| San Martín          | Burzaco           | Francisco Boga                  | 6500      |
| Sportivo Italiano   | Ciudad Evita      | República de Italia             | 7000      |
| Victoriano Arenas   | Valentín Alsina   | Saturnino Moure                 | 1500      |

|  |

### Distribución geográfica de los equipos
| Región                                   | Cant. | Equipos |
| ---------------------------------------- | ----- | --- |
| Conurbano bonaerense                     | 11    | Argentino de Merlo, Berazategui, Deportivo Laferrere, Deportivo Merlo, Dock Sud, El Porvenir, Ituzaingó, Midland, San Martín (B), Sportivo Italiano y Victoriano Arenas |
| Interior de la provincia de Buenos Aires | 4     | Cañuelas, Leandro N. Alem, Luján y Real Pilar |
| Ciudad de Buenos Aires                   | 3     | Deportivo Español, Excursionistas y General Lamadrid |
| Ciudad de Rosario                        | 1     | Central Córdoba |

## Formato

### Fase primer ascenso a la Primera B

#### Etapa clasificatoria
La disputaron Cañuelas Fútbol Club (ganador del Torneo Apertura del campeonato 2019-20) y los seis mejores equipos de la tabla general de posiciones de ese certamen, en una rueda por el sistema de todos contra todos.

#### Final
Si el ganador de la Etapa clasificación hubiera sido Cañuelas, habría sido declarado campeón y ascendido directamente. 
Al ser otro club, disputó una final con aquel, en partido único jugado en la cancha de Cañuelas. Al haber finalizado en empate, el campeón y ascendido fue Cañuelas.
Los seis equipos restantes pasaron a Cuartos de final de la Fase segundo ascenso.

### Fase segundo ascenso a la Primera B

#### Etapa clasificatoria
La disputaron los doce restantes que no participaban de la Fase primer ascenso, divididos por sorteo en dos grupos de seis equipos cada una, que jugaron por el sistema de todos contra todos, a una rueda. El primero de cada zona clasificó a Cuartos de final de la Etapa eliminatoria.

#### Cuartos de final de la etapa eliminatoria
A partir de esta instancia se produjeron cruces por eliminación directa, a un solo partido en cancha neutral. En caso de empate, se ejecutaron tiros desde el punto penal.
Los disputaron ocho equipos, los seis provenientes de la Fase primer ascenso y los dos clasificados en esta.

#### Semifinales de la etapa eliminatoria
Las disputaron los cuatro equipos vencedores en los cuartos de final.

#### Final de la etapa eliminatoria
La disputaron los dos semifinalistas ganadores. El vencedor obtuvo el segundo ascenso a la Primera B.

## Fase primer ascenso

### Etapa clasificatoria

##### Tabla de posiciones
| Pos. | Equipo              | Pts. | PJ | PG | PE | PP | GF | GC | Dif. |
| ---- | ------------------- | ---- | -- | -- | -- | -- | -- | -- | ---- |
| 1.º  | Real Pilar          | 16   | 6  | 5  | 1  | 0  | 14 | 3  | 11   |
| 2.º  | Dock Sud            | 12   | 6  | 4  | 0  | 2  | 8  | 5  | 3    |
| 3.º  | General Lamadrid    | 8    | 6  | 2  | 2  | 2  | 5  | 9  | −4   |
| 4.º  | Argentino de Merlo  | 6    | 6  | 1  | 3  | 2  | 6  | 8  | −2   |
| 5.º  | Cañuelas            | 6    | 6  | 2  | 0  | 4  | 8  | 11 | −3   |
| 6.º  | Deportivo Merlo     | 5    | 6  | 1  | 2  | 3  | 5  | 7  | −2   |
| 7.º  | Deportivo Laferrere | 5    | 6  | 1  | 2  | 3  | 9  | 12 | −3   |

|  | Empató la final por el primer ascenso. Pasó a Cuartos de final de la Etapa eliminatoria por el segundo ascenso. |
|  | Pasaron a Cuartos de final de la Etapa eliminatoria por el segundo ascenso.                                     |
|  | Ganó la final por el título de campeón, por ventaja deportiva.                                                  |

###### Evolución de las posiciones
| Equipo / Fecha      | 1   | 2   | 3   | 4   | 5   | 6   | 7   |
| ------------------- | --- | --- | --- | --- | --- | --- | --- |
| Argentino de Merlo  | 3.º | 1.° | 1.° | 3.º | 4.° | 4.° | 4.º |
| Cañuelas            | 6.º | 4.º | 6.º | 5.º | 3.º | 5.º | 5.º |
| Deportivo Laferrere | 6.° | 6.° | 4.° | 4.° | 6.º | 7.º | 7.º |
| Deportivo Merlo     | 1.º | 3.º | 7.º | 6.º | 7.º | 6.º | 6.º |
| Dock Sud            | -   | 7.º | 5.º | 7.º | 5.º | 2.º | 2.º |
| General Lamadrid    | 1.º | 4.º | 3.º | 1.º | 2.º | 3.º | 3.º |
| Real Pilar          | 3.º | 2.° | 2.° | 2.° | 1.° | 1.° | 1.º |

|  |

##### Resultados
| Fecha 1             | Fecha 1   | Fecha 1          | Fecha 1             | Fecha 1        | Fecha 1 |
| Local               | Resultado | Visitante        | Estadio             | Fecha          | Hora    |
| ------------------- | --------- | ---------------- | ------------------- | -------------- | ------- |
| Argentino de Merlo  | 1 - 1     | Real Pilar       | Merlo               | 5 de diciembre | 17:10   |
| Cañuelas            | 1 - 2     | Deportivo Merlo  | José Alfredo Arín   | 5 de diciembre | 17:10   |
| Deportivo Laferrere | 1 - 2     | General Lamadrid | Ciudad de Laferrere | 6 de diciembre | 17:10   |
| Libre: Dock Sud     |           |                  |                     |                |         |

| Fecha 2                    | Fecha 2   | Fecha 2            | Fecha 2            | Fecha 2        | Fecha 2 |
| Local                      | Resultado | Visitante          | Estadio            | Fecha          | Hora    |
| -------------------------- | --------- | ------------------ | ------------------ | -------------- | ------- |
| Deportivo Merlo            | 1 - 2     | Argentino de Merlo | José Manuel Moreno | 8 de diciembre | 17:10   |
| Real Pilar                 | 1 - 0     | Dock Sud           | Carlos Barraza     | 8 de diciembre | 17:10   |
| General Lamadrid           | 0 - 1     | Cañuelas           | Enrique Sexto      | 9 de diciembre | 17:10   |
| Libre: Deportivo Laferrere |           |                    |                    |                |         |

| Fecha 3            | Fecha 3   | Fecha 3             | Fecha 3            | Fecha 3         | Fecha 3 |
| Local              | Resultado | Visitante           | Estadio            | Fecha           | Hora    |
| ------------------ | --------- | ------------------- | ------------------ | --------------- | ------- |
| Argentino de Merlo | 1 - 1     | General Lamadrid    | Merlo              | 13 de diciembre | 17:10   |
| Cañuelas           | 4 - 5     | Deportivo Laferrere | José Alfredo Arín  | 13 de diciembre | 17:10   |
| Dock Sud           | 2 - 1     | Deportivo Merlo     | De los Inmigrantes | 14 de diciembre | 17:10   |
| Libre:Real Pilar   |           |                     |                    |                 |         |

| Fecha 4             | Fecha 4   | Fecha 4            | Fecha 4             | Fecha 4         | Fecha 4 |
| Local               | Resultado | Visitante          | Estadio             | Fecha           | Hora    |
| ------------------- | --------- | ------------------ | ------------------- | --------------- | ------- |
| General Lamadrid    | 2 - 0     | Dock Sud           | Enrique Sexto       | 19 de diciembre | 17:10   |
| Deportivo Merlo     | 0 - 1     | Real Pilar         | José Manuel Moreno  | 19 de diciembre | 17:10   |
| Deportivo Laferrere | 0 - 0     | Argentino de Merlo | Ciudad de Laferrere | 20 de diciembre | 17:10   |
| Libre: Cañuelas     |           |                    |                     |                 |         |

| Fecha 5                | Fecha 5   | Fecha 5             | Fecha 5            | Fecha 5         | Fecha 5 |
| Local                  | Resultado | Visitante           | Estadio            | Fecha           | Hora    |
| ---------------------- | --------- | ------------------- | ------------------ | --------------- | ------- |
| Real Pilar             | 6 - 0     | General Lamadrid    | Carlos Barraza     | 27 de diciembre | 17:10   |
| Argentino de Merlo     | 1 - 2     | Cañuelas            | Merlo              | 27 de diciembre | 17:10   |
| Dock Sud               | 2 - 0     | Deportivo Laferrere | De los Inmigrantes | 28 de diciembre | 17:10   |
| Libre: Deportivo Merlo |           |                     |                    |                 |         |

| Fecha 6                   | Fecha 6   | Fecha 6         | Fecha 6             | Fecha 6    | Fecha 6 |
| Local                     | Resultado | Visitante       | Estadio             | Fecha      | Hora    |
| ------------------------- | --------- | --------------- | ------------------- | ---------- | ------- |
| Cañuelas                  | 0 - 1     | Dock Sud        | José Alfredo Arín   | 4 de enero | 17:10   |
| Deportivo Laferrere       | 2 - 3     | Real Pilar      | Ciudad de Laferrere | 4 de enero | 17:10   |
| General Lamadrid          | 0 - 0     | Deportivo Merlo | Enrique Sexto       | 4 de enero | 17:10   |
| Libre: Argentino de Merlo |           |                 |                     |            |         |

| Fecha 7                 | Fecha 7   | Fecha 7             | Fecha 7            | Fecha 7     | Fecha 7 |
| Local                   | Resultado | Visitante           | Estadio            | Fecha       | Hora    |
| ----------------------- | --------- | ------------------- | ------------------ | ----------- | ------- |
| Real Pilar              | 2 - 0     | Cañuelas            | Carlos Barraza     | 10 de enero | 17:10   |
| Deportivo Merlo         | 1 - 1     | Deportivo Laferrere | José Manuel Moreno | 11 de enero | 17:10   |
| Dock Sud                | 3 - 1     | Argentino de Merlo  | De los Inmigrantes | 11 de enero | 17:10   |
| Libre: General Lamadrid |           |                     |                    |             |         |

1. ↑  Suspendidos por las condiciones climáticas. Se jugaron el 13 de enero, a partir de las 17:10.

### Final
La disputaron Cañuelas, ganador del Torneo Apertura del campeonato 2019-20, y Real Pilar, que obtuvo el primer puesto en la clasificación. Al terminar en empate, Cañuelas fue proclamado campeón y ascendió a la Primera B. Real Pilar pasó a los cuartos de final de la Etapa eliminatoria por el segundo ascenso.
| Partido                                                  | Partido   | Partido    | Partido            | Partido     | Partido |
| Local                                                    | Resultado | Visitante  | Estadio            | Fecha       | Hora    |
| -------------------------------------------------------- | --------- | ---------- | ------------------ | ----------- | ------- |
| Cañuelas                                                 | 0 - 0     | Real Pilar | Jorge Alfredo Arín | 15 de enero | 17:10   |
| Cañuelas obtuvo el campeonato y ascendió a la Primera B. |           |            |                    |             |         |

## Fase segundo ascenso

### Etapa clasificatoria

#### Grupo A

##### Tabla de posiciones
| Pos. | Equipo              | Pts. | PJ | PG | PE | PP | GF | GC | Dif. |
| ---- | ------------------- | ---- | -- | -- | -- | -- | -- | -- | ---- |
| 1.º  | Ituzaingó           | 11   | 5  | 3  | 2  | 0  | 7  | 2  | 5    |
| 2.º  | San Martin (B)      | 11   | 5  | 3  | 2  | 0  | 6  | 2  | 4    |
| 3.º  | Sportivo Italiano   | 6    | 5  | 1  | 3  | 1  | 4  | 3  | 1    |
| 4.º  | Berazategui         | 5    | 5  | 1  | 2  | 2  | 5  | 5  | 0    |
| 5.º  | Central Córdoba (R) | 4    | 5  | 1  | 1  | 3  | 4  | 9  | −5   |
| 6.º  | Victoriano Arenas   | 2    | 5  | 0  | 2  | 3  | 5  | 10 | −5   |

|  | Clasificó a los cuartos de final de la Etapa eliminatoria. |

###### Evolución de las posiciones
| Equipo / Fecha      | 1   | 2   | 3   | 4   | 5   |
| ------------------- | --- | --- | --- | --- | --- |
| Berazategui         | 3.º | 3.º | 5.º | 3.º | 4.º |
| Central Córdoba (R) | 1.º | 6.º | 3.º | 4.º | 5.º |
| Ituzaingó           | 3.º | 4.º | 2.º | 1.º | 1.º |
| San Martín (B)      | 3.º | 1.º | 1.º | 2.º | 2.º |
| Sportivo Italiano   | 3.º | 4.º | 5.º | 5.º | 3.º |
| Victoriano Arenas   | 1.º | 2.º | 4.º | 6.º | 6.º |

|  |

##### Resultados
| Fecha 1           | Fecha 1   | Fecha 1             | Fecha 1               | Fecha 1         | Fecha 1 |
| Local             | Resultado | Visitante           | Estadio               | Fecha           | Hora    |
| ----------------- | --------- | ------------------- | --------------------- | --------------- | ------- |
| Berazategui       | 1 - 1     | Sportivo Italiano   | Norman Lee            | 12 de diciembre | 17:10   |
| Ituzaingó         | 1 - 1     | San Martín (B)      | Carlos Alberto Sacaan | 13 de diciembre | 17:10   |
| Victoriano Arenas | 2 - 2     | Central Córdoba (R) | Saturnino Moure       | 14 de diciembre | 17:10   |

| Fecha 2           | Fecha 2   | Fecha 2             | Fecha 2             | Fecha 2         | Fecha 2 |
| Local             | Resultado | Visitante           | Estadio             | Fecha           | Hora    |
| ----------------- | --------- | ------------------- | ------------------- | --------------- | ------- |
| Sportivo Italiano | 0 - 0     | Ituzaingó           | República de Italia | 18 de diciembre | 17:10   |
| San Martín (B)    | 1 - 0     | Central Córdoba (R) | Francisco Boga      | 18 de diciembre | 17:10   |
| Berazategui       | 1 - 1     | Victoriano Arenas   | Norman Lee          | 21 de diciembre | 17:10   |

| Fecha 3             | Fecha 3   | Fecha 3           | Fecha 3               | Fecha 3         | Fecha 3 |
| Local               | Resultado | Visitante         | Estadio               | Fecha           | Hora    |
| ------------------- | --------- | ----------------- | --------------------- | --------------- | ------- |
| Central Córdoba (R) | 2 - 1     | Sportivo Italiano | Gabino Sosa           | 27 de diciembre | 17:10   |
| Ituzaingó           | 1 - 0     | Berazategui       | Carlos Alberto Sacaan | 27 de diciembre | 17:10   |
| Victoriano Arenas   | 1 - 2     | San Martín (B)    | Saturnino Moure       | 28 de diciembre | 17:10   |

| Fecha 4           | Fecha 4   | Fecha 4             | Fecha 4               | Fecha 4     | Fecha 4 |
| Local             | Resultado | Visitante           | Estadio               | Fecha       | Hora    |
| ----------------- | --------- | ------------------- | --------------------- | ----------- | ------- |
| Ituzaingó         | 3 - 1     | Victoriano Arenas   | Carlos Alberto Sacaan | 12 de enero | 17:10   |
| Berazategui       | 3 - 0     | Central Córdoba (R) | Norman Lee            | 12 de enero | 17:10   |
| Sportivo Italiano | 0 - 0     | San Martín (B)      | República de Italia   | 12 de enero | 17:10   |

| Fecha 5             | Fecha 5   | Fecha 5           | Fecha 5         | Fecha 5     | Fecha 5 |
| Local               | Resultado | Visitante         | Estadio         | Fecha       | Hora    |
| ------------------- | --------- | ----------------- | --------------- | ----------- | ------- |
| Victoriano Arenas   | 0 - 2     | Sportivo Italiano | Saturnino Moure | 17 de enero | 17:10   |
| San Martín (B)      | 2 - 0     | Berazategui       | Francisco Boga  | 17 de enero | 17:10   |
| Central Córdoba (R) | 0 - 2     | Ituzaingó         | Gabino Sosa     | 17 de enero | 17:10   |

#### Grupo B

##### Tabla de posiciones
| Pos. | Equipo              | Pts. | PJ | PG | PE | PP | GF | GC | Dif. |
| ---- | ------------------- | ---- | -- | -- | -- | -- | -- | -- | ---- |
| 1.º  | Luján               | 12   | 5  | 4  | 0  | 1  | 8  | 3  | 5    |
| 2.º  | Excursionistas      | 10   | 5  | 3  | 1  | 1  | 9  | 6  | 3    |
| 3.º  | Deportivo Español   | 9    | 5  | 3  | 0  | 2  | 11 | 10 | 1    |
| 4.º  | Leandro N. Alem     | 6    | 5  | 2  | 0  | 3  | 5  | 7  | −2   |
| 5.º  | Ferrocarril Midland | 5    | 5  | 1  | 2  | 2  | 7  | 9  | −2   |
| 6.º  | El Porvenir         | 1    | 5  | 0  | 1  | 4  | 2  | 7  | −5   |

|  | Clasificó a los cuartos de final de la etapa eliminatoria. |

###### Evolución de las posiciones
| Equipo / Fecha      | 1   | 2   | 3   | 4   | 5   |
| ------------------- | --- | --- | --- | --- | --- |
| Deportivo Español   | 5.º | 3.º | 4.º | 4.º | 3.º |
| El Porvenir         | 3.º | 5.º | 6.º | 6.º | 6.º |
| Excursionistas      | 1.º | 2.º | 2.º | 2.º | 2.º |
| Ferrocarril Midland | 3.º | 6.º | 3.º | 5.º | 5.º |
| Leandro N. Alem     | 6.º | 4.º | 5.º | 3.º | 4.º |
| Luján               | 2.º | 1.º | 1.º | 1.º | 1.º |

|  |

##### Resultados
| Fecha 1         | Fecha 1   | Fecha 1             | Fecha 1                    | Fecha 1         | Fecha 1 |
| Local           | Resultado | Visitante           | Estadio                    | Fecha           | Hora    |
| --------------- | --------- | ------------------- | -------------------------- | --------------- | ------- |
| Leandro N. Alem | 0 - 2     | Luján               | Leandro N. Alem            | 11 de diciembre | 17:10   |
| El Porvenir     | 1 - 1     | Ferrocarril Midland | Gildo Francisco Ghersinich | 12 de diciembre | 17:10   |
| Excursionistas  | 4 - 2     | Deportivo Español   | Excursionistas             | 14 de diciembre | 17:10   |

| Fecha 2             | Fecha 2   | Fecha 2         | Fecha 2            | Fecha 2         | Fecha 2 |
| Local               | Resultado | Visitante       | Estadio            | Fecha           | Hora    |
| ------------------- | --------- | --------------- | ------------------ | --------------- | ------- |
| Ferrocarril Midland | 0 - 2     | Luján           | Ciudad de Libertad | 20 de diciembre | 17:10   |
| Excursionistas      | 0 - 1     | Leandro N. Alem | Excursionistas     | 21 de diciembre | 17:10   |
| Deportivo Español   | 1 - 0     | El Porvenir     | Nueva España       | 21 de diciembre | 17:10   |

| Fecha 3         | Fecha 3   | Fecha 3             | Fecha 3                         | Fecha 3         | Fecha 3 |
| Local           | Resultado | Visitante           | Estadio                         | Fecha           | Hora    |
| --------------- | --------- | ------------------- | ------------------------------- | --------------- | ------- |
| Leandro N. Alem | 0 - 1     | Ferrocarril Midland | Leandro N. Alem                 | 29 de diciembre | 17:10   |
| Luján           | 1 - 0     | Deportivo Español   | Municipal de la Ciudad de Luján | 29 de diciembre | 17:10   |
| El Porvenir     | 0 - 1     | Excursionistas      | Gildo Francisco Ghersinich      | 30 de diciembre | 17:10   |

| Fecha 4           | Fecha 4   | Fecha 4             | Fecha 4                    | Fecha 4     | Fecha 4 |
| Local             | Resultado | Visitante           | Estadio                    | Fecha       | Hora    |
| ----------------- | --------- | ------------------- | -------------------------- | ----------- | ------- |
| El Porvenir       | 0 - 2     | Leandro N. Alem     | Gildo Francisco Ghersinich | 12 de enero | 17:10   |
| Excursionistas    | 2 - 1     | Luján               | Excursionistas             | 12 de enero | 17:10   |
| Deportivo Español | 4 - 3     | Ferrocarril Midland | Nueva España               | 12 de enero | 17:10   |

| Fecha 5             | Fecha 5   | Fecha 5           | Fecha 5                         | Fecha 5     | Fecha 5 |
| Local               | Resultado | Visitante         | Estadio                         | Fecha       | Hora    |
| ------------------- | --------- | ----------------- | ------------------------------- | ----------- | ------- |
| Leandro N. Alem     | 2 - 4     | Deportivo Español | Leandro N. Alem                 | 17 de enero | 17:10   |
| Ferrocarril Midland | 2 - 2     | Excursionistas    | Ciudad de Libertad              | 17 de enero | 17:10   |
| Luján               | 2 - 1     | El Porvenir       | Municipal de la Ciudad de Luján | 17 de enero | 17:10   |

1. ↑  Se postergó hasta las 18:10 por una amenaza de bomba en el estadio.[2]

### Etapa eliminatoria
Se jugó en tres rondas (Cuartos de final, Semifinales y Final) por eliminación directa, a un solo partido en cancha neutral. En caso de empate, se ejecutaron tiros desde el punto penal.

#### Cuadro de desarrollo
|  | Cuartos de final | Cuartos de final    | Cuartos de final |                 |       | Semifinales      | Semifinales | Semifinales |  |   | Final       | Final       | Final       |  |
|  | 23 de enero      | 23 de enero         | 23 de enero      |                 |       | 27 de enero      | 27 de enero | 27 de enero |  |   | 31 de enero | 31 de enero | 31 de enero |  |
|  |                  |                     |                  |                 |       |                  |             |             |  |   |             |             |             |  |
|  |                  |                     |                  |                 |       |                  |             |             |  |   |             |             |             |  |
|  | 2                | Dock Sud            | 1 (6)            |                 |       |                  |             |             |  |   |             |             |             |  |
|  | 2                | Dock Sud            | 1 (6)            |                 |       |                  |             |             |  |   |             |             |             |  |
|  | 7                | Luján               | 1 (5)            |                 |       |                  |             |             |  |   |             |             |             |  |
|  | 7                | Luján               | 1 (5)            |                 | 1     | Dock Sud         | 1           |             |  |   |             |             |             |  |
|  |                  |                     |                  |                 | 1     | Dock Sud         | 1           |             |  |   |             |             |             |  |
|  |                  |                     | 4                | Ituzaingó       | 0     |                  |             |             |  |   |             |             |             |  |
|  | 1                | Real Pilar          | 4                | Ituzaingó       | 0     | 0 (5)            |             |             |  |   |             |             |             |  |
|  | 1                | Real Pilar          |                  |                 |       |                  |             |             |  |   |             |             |             |  |
|  | 8                | Ituzaingó           | 0 (6)            |                 |       |                  |             |             |  |   |             |             |             |  |
|  | 8                | Ituzaingó           | 0 (6)            |                 |       |                  |             |             |  | 1 | Dock Sud    | 1           |             |  |
|  |                  |                     |                  |                 |       |                  |             |             |  | 1 | Dock Sud    | 1           |             |  |
|  |                  |                     | 2                | Deportivo Merlo | 2     |                  |             |             |  |   |             |             |             |  |
|  | 3                | General Lamadrid    | 2                | Deportivo Merlo | 2     | 2 (4)            |             |             |  |   |             |             |             |  |
|  | 3                | General Lamadrid    |                  |                 |       |                  |             |             |  |   |             |             |             |  |
|  | 6                | Deportivo Laferrere | 2 (3)            |                 |       |                  |             |             |  |   |             |             |             |  |
|  | 6                | Deportivo Laferrere | 2 (3)            |                 | 2     | General Lamadrid | 2 (6)       |             |  |   |             |             |             |  |
|  |                  |                     |                  |                 | 2     | General Lamadrid | 2 (6)       |             |  |   |             |             |             |  |
|  |                  |                     | 3                | Deportivo Merlo | 2 (7) |                  |             |             |  |   |             |             |             |  |
|  | 4                | Argentino de Merlo  | 3                | Deportivo Merlo | 2 (7) | 1                |             |             |  |   |             |             |             |  |
|  | 4                | Argentino de Merlo  |                  |                 |       |                  |             |             |  |   |             |             |             |  |
|  | 5                | Deportivo Merlo     | 3                |                 |       |                  |             |             |  |   |             |             |             |  |
|  | 5                | Deportivo Merlo     | 3                |                 |       |                  |             |             |  |   |             |             |             |  |
|  |                  |                     |                  |                 |       |                  |             |             |  |   |             |             |             |  |

#### Cuartos de final

##### Tabla de ordenamiento
Se confeccionó según la ubicación de los equipos en la Etapa clasificatoria de la Fase por el primer ascenso, que ocupan las seis primeras posiciones, y los desempeños comparados de los que obtuvieron el primer puesto en ambos grupos de la Etapa clasificatoria de la Fase por el segundo ascenso. Se emparejaron, respectivamente, los mejor con los peor posicionados.
| Orden | Equipo              | Pos. | Ptos | J | G | E | P | GF | GC | DG |
| ----- | ------------------- | ---- | ---- | - | - | - | - | -- | -- | -- |
| 1     | Real Pilar          | 1.º  | 16   | 6 | 5 | 0 | 1 | 14 | 3  | 11 |
| 2     | Dock Sud            | 2.º  | 12   | 6 | 4 | 0 | 2 | 8  | 5  | 3  |
| 3     | General Lamadrid    | 3.º  | 8    | 6 | 2 | 2 | 2 | 5  | 9  | -4 |
| 4     | Argentino de Merlo  | 4.º  | 6    | 6 | 1 | 3 | 2 | 6  | 8  | -2 |
| 5     | Deportivo Merlo     | 6.º  | 5    | 6 | 1 | 2 | 3 | 5  | 7  | -2 |
| 6     | Deportivo Laferrere | 7.º  | 5    | 6 | 1 | 2 | 3 | 9  | 12 | -3 |
| 7     | Luján               | 1.º  | 12   | 5 | 4 | 0 | 1 | 8  | 3  | 5  |
| 8     | Ituzaingó           | 1.º  | 11   | 5 | 3 | 2 | 0 | 7  | 2  | 5  |

|  | Clasificados en la Etapa clasificatoria de la Fase por el primer ascenso.  |
|  | Clasificados en la Etapa clasificatoria de la Fase por el segundo ascenso. |

##### Partidos
| 23 de enero, 17:10 | Real Pilar | 0:0 (5:6 p.) | Ituzaingó | Estadio Arquitecto Ricardo Etcheverri, Buenos Aires |  |
|                    |            |              |           | Árbitro(s): Juan Pafundi                            |  |

| 23 de enero, 17:10 | Dock Sud      | 1:1 (0:0) (6:5 p.) | Luján       | Estadio Nuevo Francisco Urbano, Morón |                             |
|                    | M. Blanco 69' |                    | Mendoza 84' | Árbitro(s): Rodrigo Pafundi           | Árbitro(s): Rodrigo Pafundi |

| 23 de enero, 17:10 | General Lamadrid               | 2:2 (0:1) (4:3 p.) | Deportivo Laferrere  | Estadio Libertarios Unidos, Munro |                                  |
|                    | T. Pavone 53' · Sarandeses 69' |                    | Azil 13' · Pires 51' | Árbitro(s): Alejandro Porticella  | Árbitro(s): Alejandro Porticella |

| 23 de enero, 19:00 | Argentino de Merlo | 1:3 (1:2) | Deportivo Merlo                             | Estadio Tres de Febrero, José Ingenieros |                                |
|                    | Coselli 10'        |           | L. Romero 9' · Seltzer 12' · E. Benítez 87' | Árbitro(s): Juan Pablo Loustau           | Árbitro(s): Juan Pablo Loustau |

#### Semifinales
Las disputaron los ganadores de los cuartos de final.

##### Tabla de ordenamiento
Se confeccionó con los mismos parámetros de la instancia anterior.
| Orden | Equipo           | Pos. | Ptos | J | G | E | P | GF | GC | DG |
| ----- | ---------------- | ---- | ---- | - | - | - | - | -- | -- | -- |
| 1     | Dock Sud         | 2.º  | 12   | 6 | 4 | 0 | 2 | 8  | 5  | 3  |
| 2     | General Lamadrid | 3.º  | 8    | 6 | 2 | 2 | 2 | 5  | 9  | -4 |
| 3     | Deportivo Merlo  | 6.º  | 5    | 6 | 1 | 2 | 3 | 5  | 7  | -2 |
| 4     | Ituzaingó        | 1.º  | 11   | 5 | 3 | 2 | 0 | 7  | 2  | 5  |

|  | Clasificados en la Etapa clasificatoria de la Fase por el primer ascenso. |
|  | Clasificado en la Etapa clasificatoria de la Fase por el segundo ascenso. |

##### Partidos
| 27 de enero, 17:10 | Dock Sud       | 1:0 (1:0) | Ituzaingó | Estadio Centenario Ciudad de Quilmes, Quilmes |                             |
|                    | M. Giménez 11' |           |           | Árbitro(s): Javier Delbarba                   | Árbitro(s): Javier Delbarba |

| 27 de enero, 17:10 | General Lamadrid     | 2:2 (0:1) (6:7 p.) | Deportivo Merlo          | Estadio Alfredo Beranger, Turdera |                          |
|                    | Sarandeses 47' 90+5' |                    | L. Romero 3' · Morán 75' | Árbitro(s): Kevin Alegre          | Árbitro(s): Kevin Alegre |

#### Final
La disputaron los ganadores de las Semifinales.

##### Tabla de ordenamiento
Se confeccionó según los mismos parámetros de las instancias anteriores.
| Orden | Equipo          | Pos. | Ptos | J | G | E | P | GF | GC | DG |
| ----- | --------------- | ---- | ---- | - | - | - | - | -- | -- | -- |
| 1     | Dock Sud        | 2.º  | 12   | 6 | 4 | 0 | 2 | 8  | 5  | 3  |
| 2     | Deportivo Merlo | 6.º  | 5    | 6 | 1 | 2 | 3 | 5  | 7  | -2 |

|  | Clasificados en la Etapa clasificatoria de la Fase primer ascenso. |

##### Partido
| 31 de enero, 19:30                       | Dock Sud    | 1:2 (1:0) | Deportivo Merlo           | Estadio Libertadores de América, Avellaneda |                                |
|                                          | Cariaga 19' |           | L. Romero 69' · Pajón 73' | Árbitro(s): Sebastián Martínez              | Árbitro(s): Sebastián Martínez |
| Deportivo Merlo ascendió a la Primera B. |             |           |                           |                                             |                                |

## Goleadores
| Jugador         | Equipo             | Goles |
| --------------- | ------------------ | ----- |
| Luciano Cariaga | Dock Sud           | 6     |
| Tomás Pavone    | General Lamadrid   | 5     |
| Matías Coselli  | Argentino de Merlo | 4     |